# Chofit
Chofit (hebrejsky חוֹפִית, od hebrejského slova Chof - „Břeh“, v oficiálním přepisu do angličtiny Hofit) je vesnice typu společná osada (jišuv kehilati) v Izraeli, v Centrálním distriktu, v Oblastní radě Emek Chefer.

## Geografie
Leží v nadmořské výšce 16 metrů v hustě osídlené a zemědělsky intenzivně využívané pobřežní nížině respektive Šaronské planině. Na severním okraji vesnice ústí do Středozemního moře vodní tok Nachal Alexander.
Obec se nachází 1 kilometr od břehu Středozemního moře, cca 34 kilometrů severoseverovýchodně od centra Tel Avivu, cca 49 kilometrů jihojihozápadně od centra Haify a 8 kilometrů jihozápadně od města Chadera. Chofit obývají Židé, přičemž osídlení v tomto regionu je etnicky převážně židovské. Vesnice vytváří společně s okolními obcemi Bejt Cherut, Bejt Janaj a Kfar Vitkin jeden souvislý urbanistický celek.
Chofit je na dopravní síť napojen pomocí místních komunikací v rámci zdejší aglomerace zemědělských vesnic. Na západním okraji obec míjí dálnice číslo 2.

## Dějiny
Chofit byl založen v roce 1955. Vyrostl na písečných dunách poblíž mořského pobřeží. Právě hebrejské slovo chof (břeh) je základem názvu vesnice. Odkazuje zároveň i na jméno ptáka jespáka obecného (hebrejsky chofit), který tu žije. Podle jiných zdrojů byla vesnice založena již roku 1953. Mělo jít o novou osadu určenou pro nezemědělské obyvatele z okolních agrárních vesnic. První obyvatelé se sem nastěhovali roku 1954. Zpočátku čítala vesnice jen cca 30 rodin a byla závislá na službách a infrastruktuře v okolních etablovaných obcích. Výraznější stavební expanze nastala po roce 1967 s výstavbou nové obytné čtvrti.
Správní území obce dosahuje cca 350 dunamů (0,35 kilometru čtverečního). Většina obyvatel pracuje v sektoru služeb, mnozí dojíždějí za prací mimo obec. Přistěhovaly se sem i mnohé rodiny z okolních zemědělských vesnic. Společně se sousedním mošavem Kfar Vitkin obec provozuje plavecký bazén a sportovní areál. V Kfar Vitkin je i základní škola.

## Demografie
Podle údajů z roku 2014 tvořili naprostou většinu obyvatel v Chofit Židé (včetně statistické kategorie "ostatní", která zahrnuje nearabské obyvatele židovského původu ale bez formální příslušnosti k židovskému náboženství).
Jde o menší sídlo vesnického typu s dlouhodobě stagnující populací. K 31. prosinci 2014 zde žilo 747 lidí. Během roku 2014 populace klesla o 3,6 %.
| Rok            | 1961 | 1972 | 1983 | 1995 | 2001 | 2003 | 2004 | 2005 | 2006 | 2007 | 2008 | 2009 | 2010 | 2011 | 2012 | 2013 | 2014 |
| -------------- | ---- | ---- | ---- | ---- | ---- | ---- | ---- | ---- | ---- | ---- | ---- | ---- | ---- | ---- | ---- | ---- | ---- |
| Počet obyvatel | 185  | 602  | 798  | 779  | 766  | 764  | 753  | 752  | 780  | 788  | 805  | 751  | 751  | 742  | 753  | 775  | 747  |